# Ізмаїльський повіт

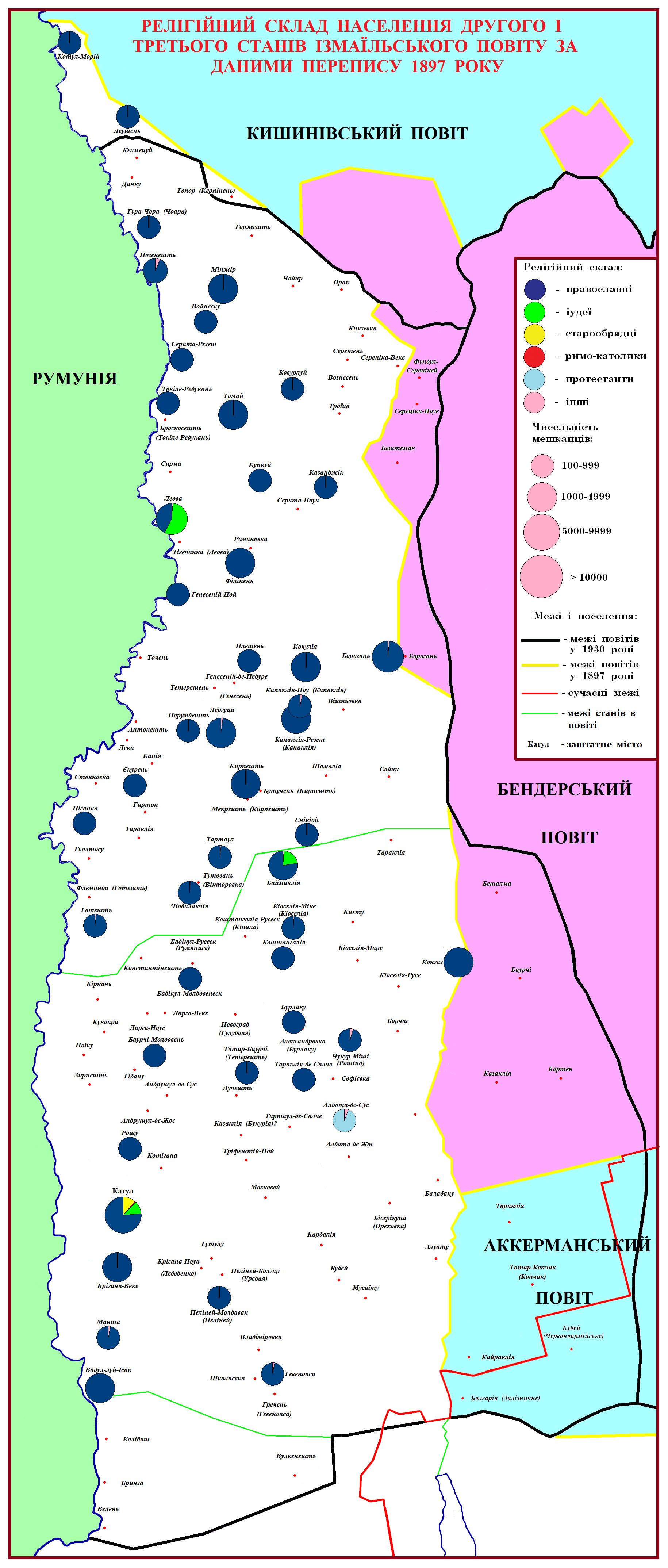
Релігійний склад населення західної частини Ізмаїльського повіту за даними перепису 1897 року

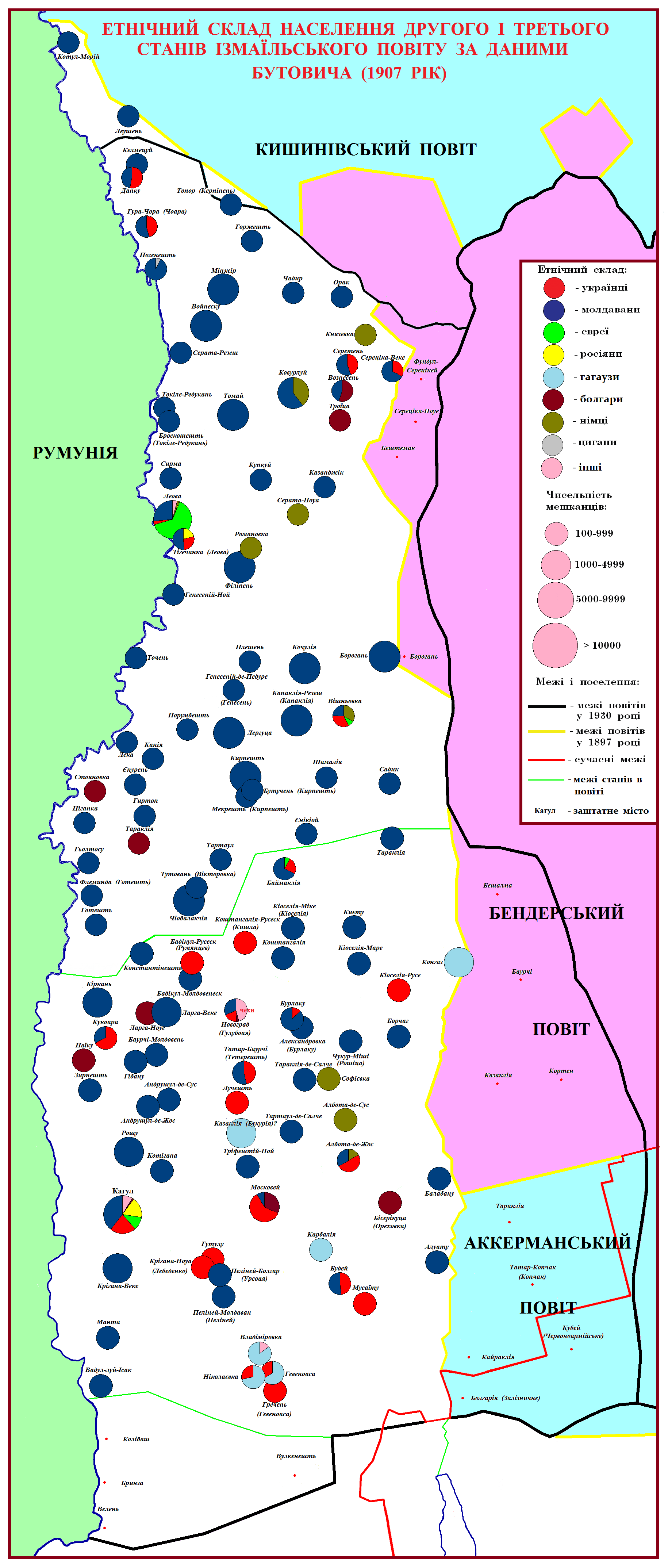
Етнічний склад населення західної частини Ізмаїльського повіту за даними Бутовича

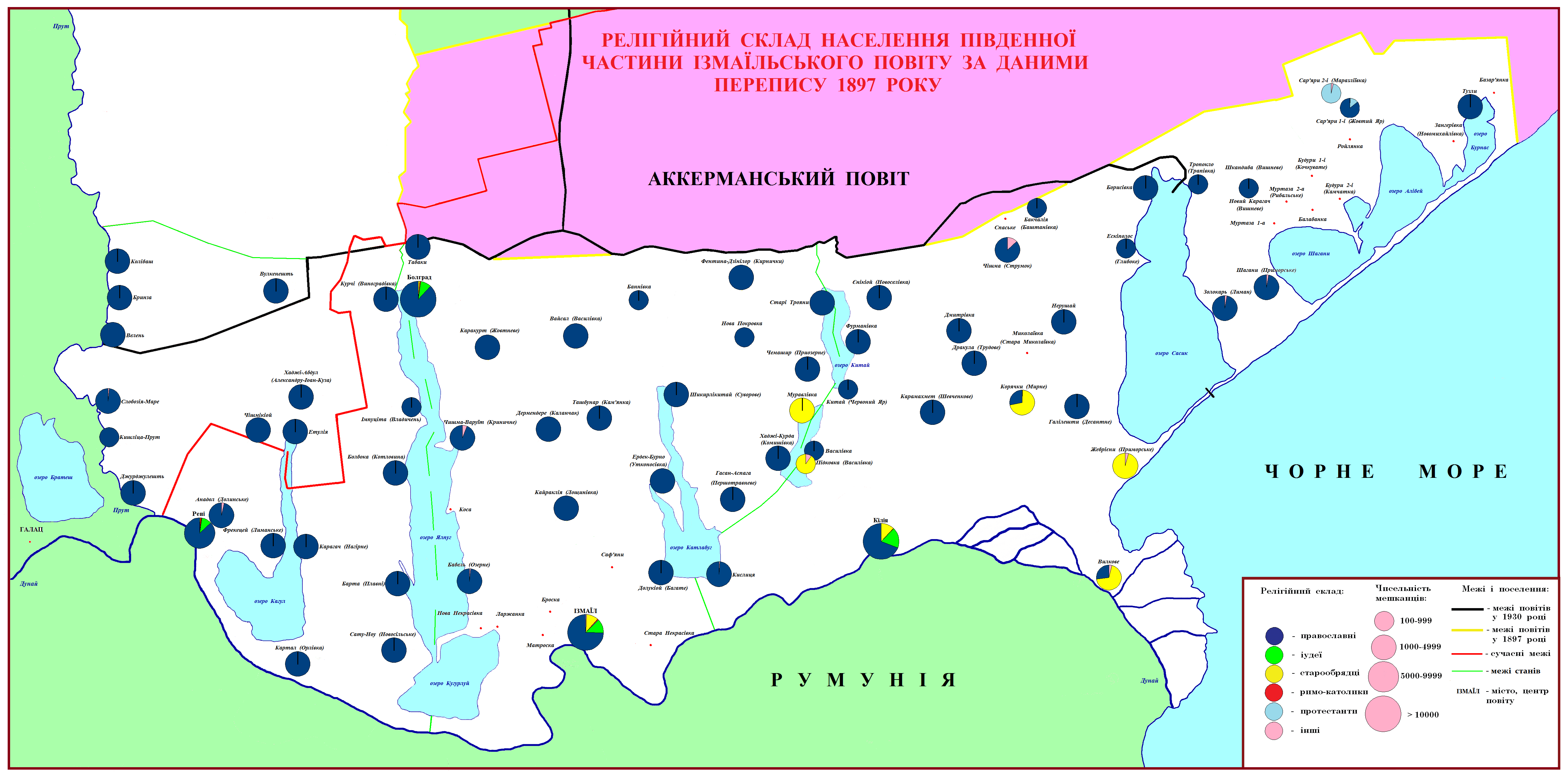
Релігійний склад населення південної частини Ізмаїльського повіту за даними перепису 1897 року

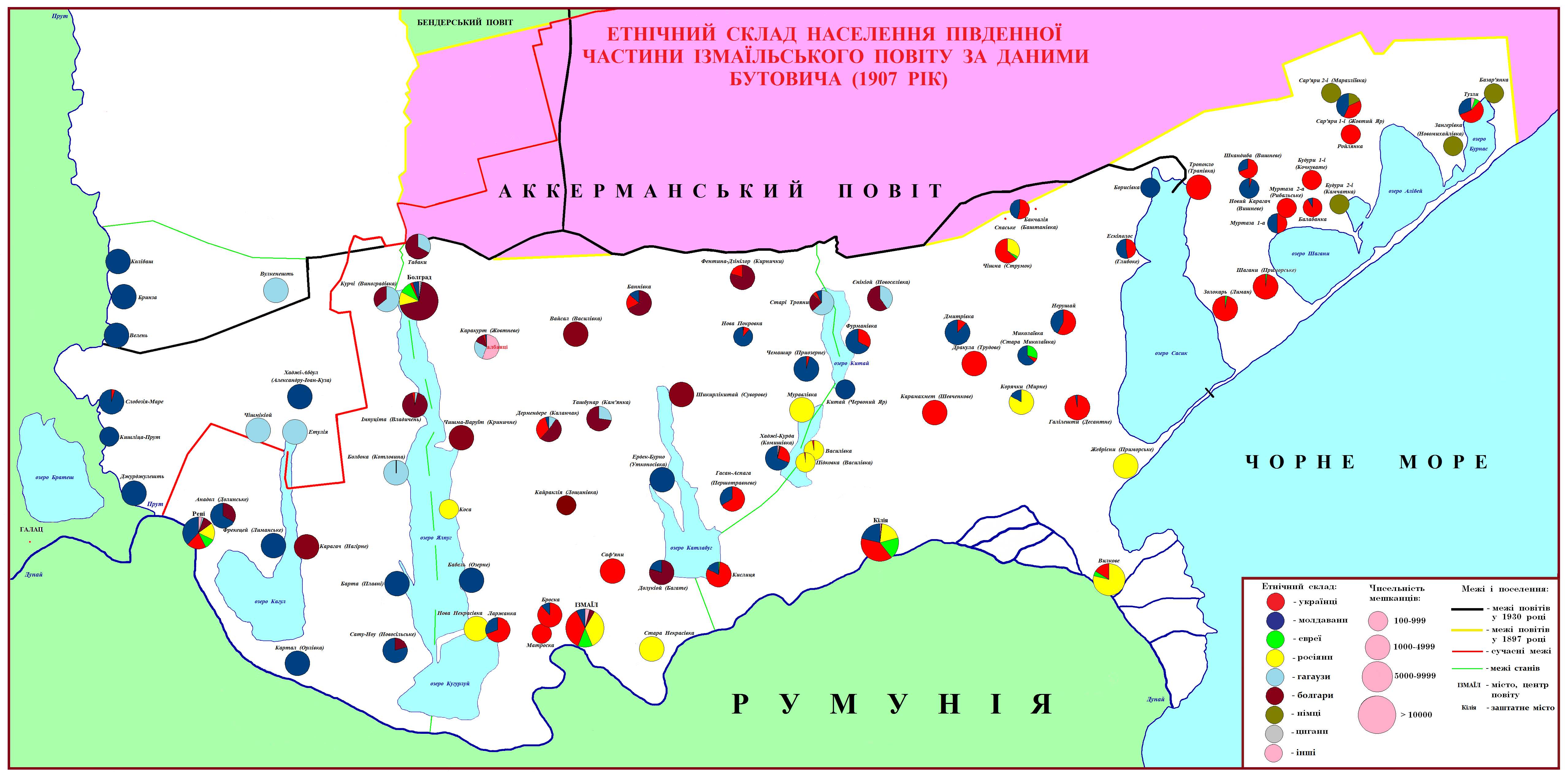
Етнічний склад населення південної частини Ізмаїльського повіту за даними Бутовича

Ізмаїльський повіт — адміністративно-територіальна одиниця Бессарабської губернії. Повітове місто — Ізмаїл (спочатку градоначальництво).
Повіт знаходився в південно-західній частині губернії. На півночі межував з Бендерським, на сході з Аккерманським повітами Бессарабської губернії. На заході і півдні з Румунією. Площа повіту становила 8 128 верст² (9 250 км²).

## Населення
Етнографічний склад населення дуже різноманітний. Крім росіян православного віросповідання, дуже багато було старообрядців різноманітних напрямів, німецьких і болгарських колоністів, греків, циган, євреїв та інших.
Після приєднання повіту до Росії частина румунського населення перейшла у Румунію, а в повіт почали селитися українці з деяких інших частин Бессарабії, з 1864 року тут оселилися чехи, прибулі з Чехограда (Мелітопольського повіту Таврійської губернії), частина з Зубовщини (Київської губернії) і утворили колонію Новоград.
Під час перепису населення Російської імперії 1897 року в повіті проживало 244 274 особи. З них 39,1 % були молдовани, 19,6 % — українці, 4,8 % — євреї, 12,38 % — росіяни, 12,52 % — болгари, 1,96 % — німці, 7,25 % — гагаузи, 0,22 % — поляки, 0,46 % — цигани, 0,74 % — греки.
Головними заняттями населення були землеробство, садівництво, виноградарство, тютюнництво, рибальство, бджільництво і шовківництво.

## АТП (адміністративно-територіальний поділ)
1818

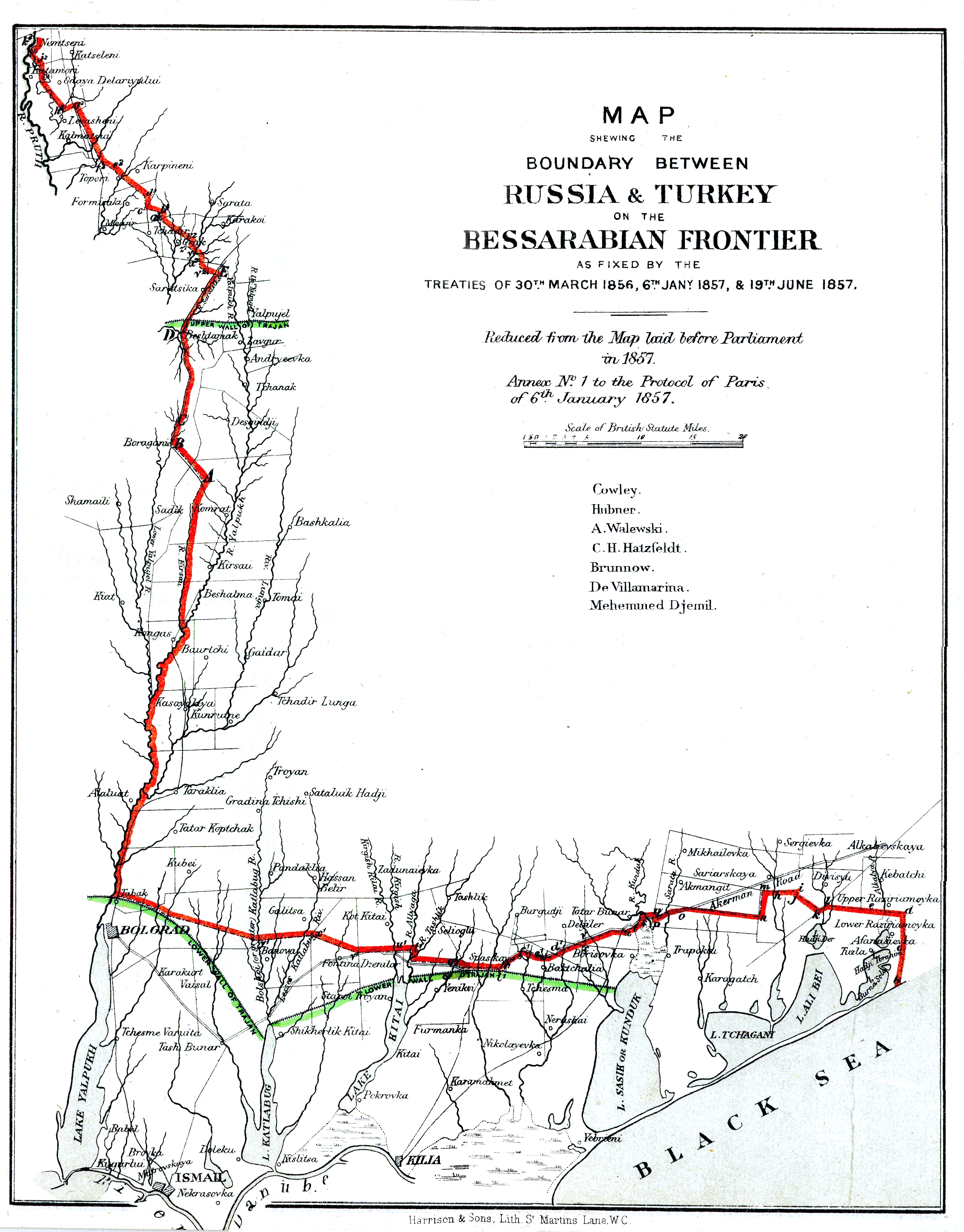
Ізмаїльський повіт 1857 на мапі російсько-турецького кордону (Об'єднане князівство Волощини і Молдови)

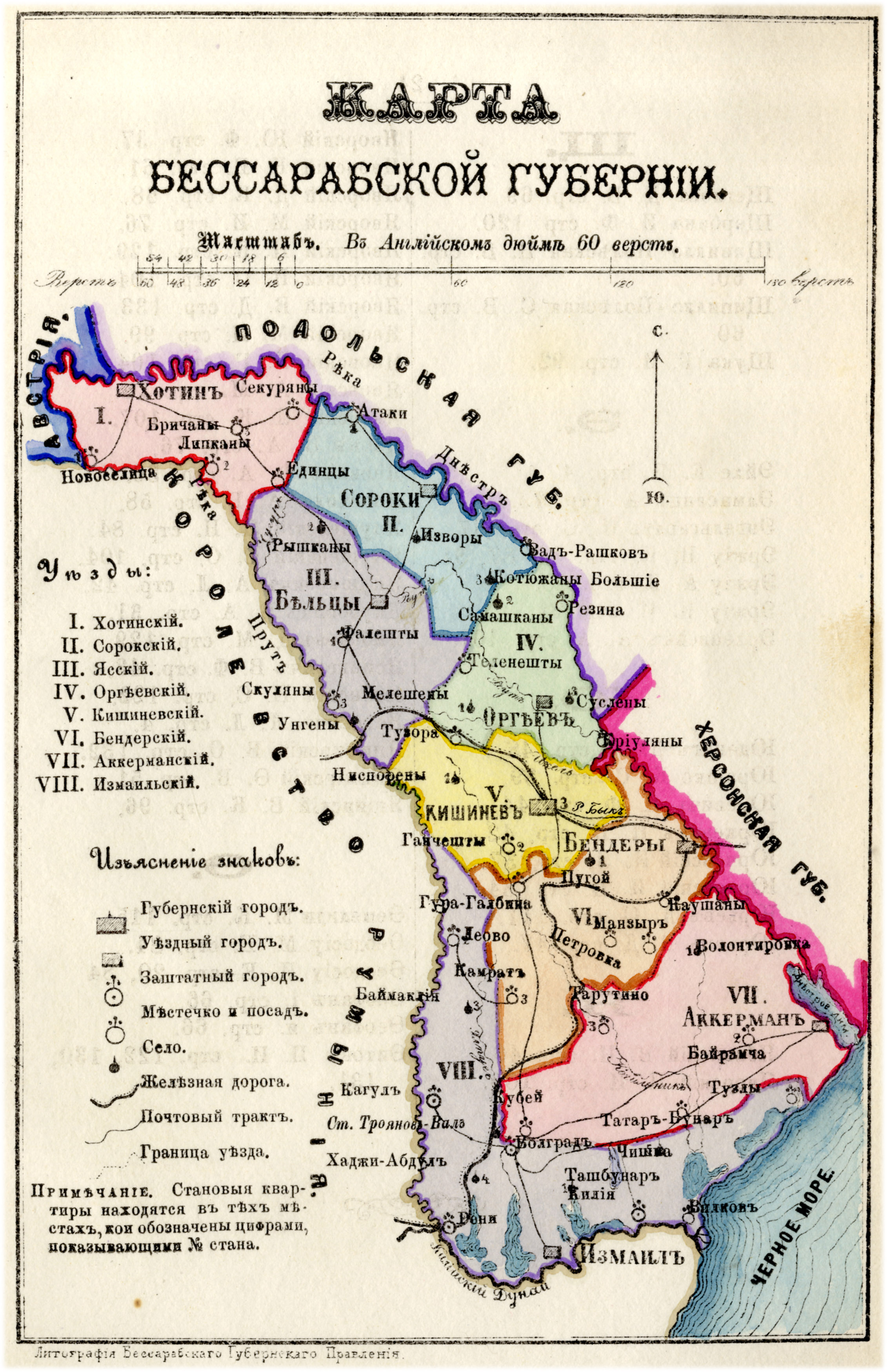
Ізмаїльський повіт ~1883

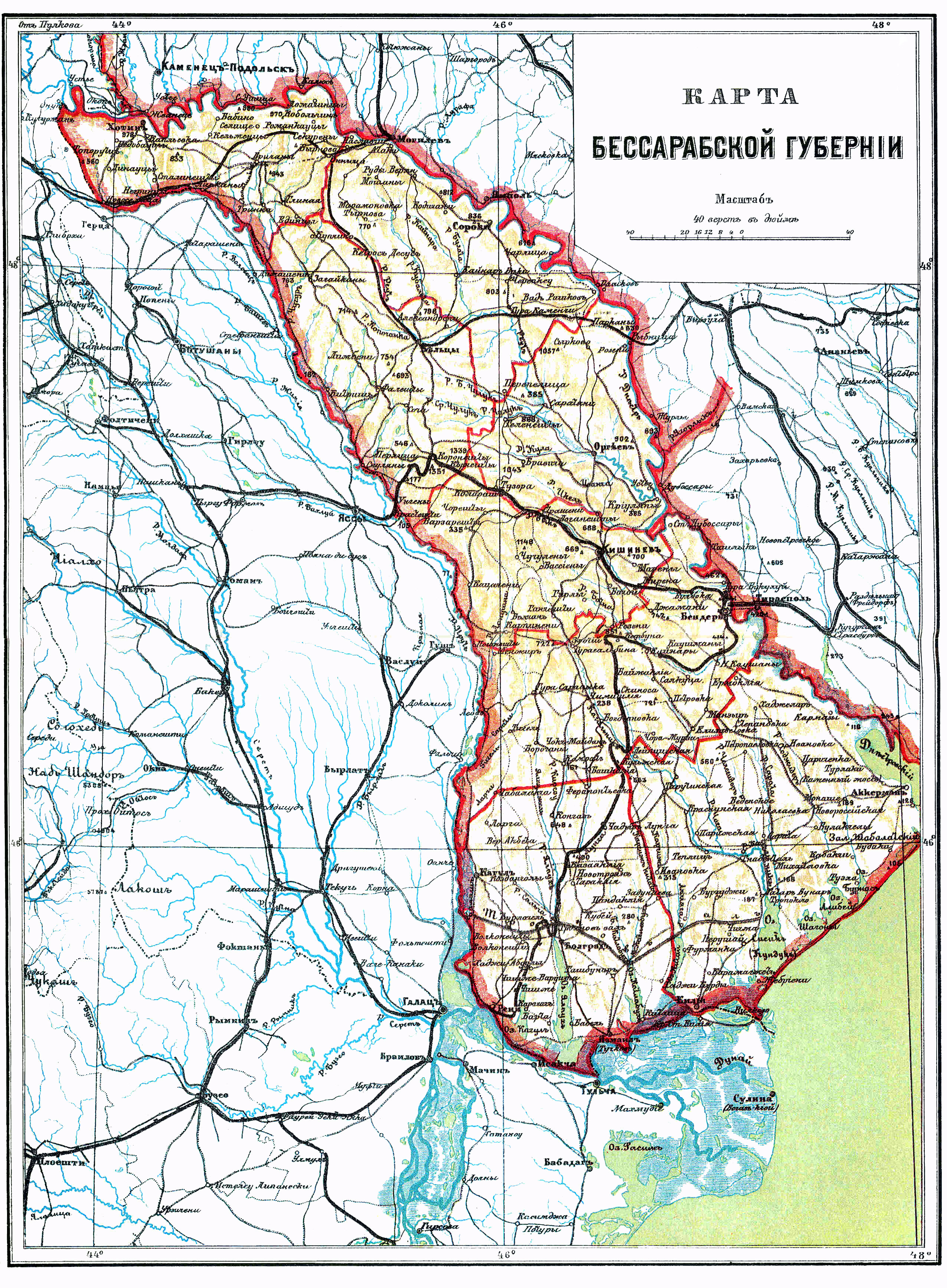
Ізмаїльський повіт (зміна меж) ~1900

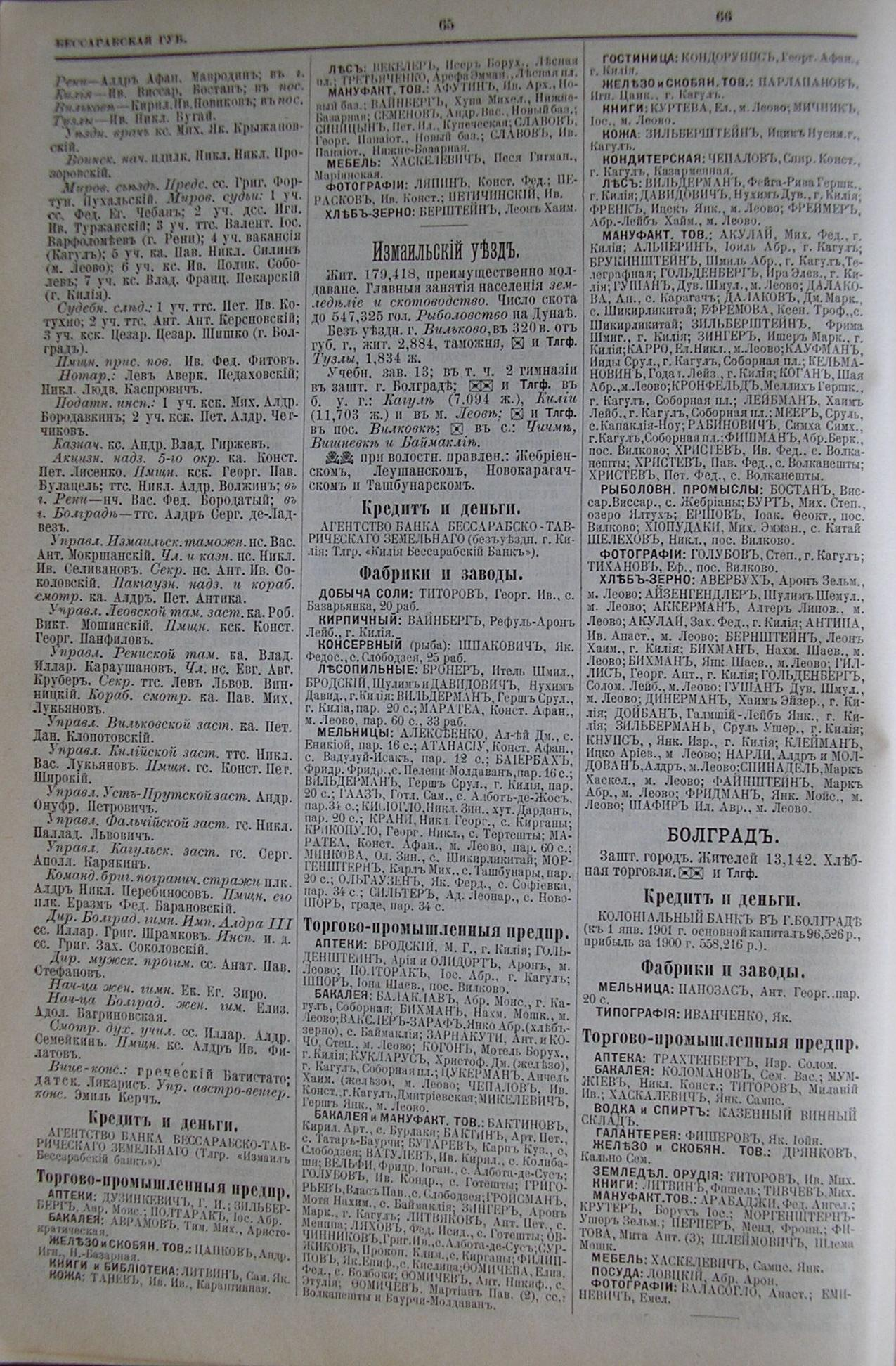
Ізмаїльський повіт 1902

Російська імперія \ Бессарабська область \ Ізмаїльське градоначальництво \
1828

Російська імперія \ Бессарабська область \ Ізмаїльський повіт \
1856

Османська імперія \ Молдовське князівство \
1858

Османська імперія \ Об'єднане князівство Волощини і Молдови \
1859

Османська імперія \ Князівство Румунія \
1873—1918

Російська імперія \ Бессарабська губернія \ Ізмаїльський повіт
На 1912 рік у склад повіту входило 112 волостей і 5 станів:
1. Албата-де-Сусська волость — колонія Албата-де-Сус
2. Алалуатська волость — колонія Алалуат
3. Анадольська волость — колонія Анадол
4. Бабельська волость — колонія Бабель
5. Бакчалийська волость — колонія Бакчалия
6. Балбокська волость — колонія Балбока
7. Бановська волость — колонія Бановка
8. Бартська волость — колонія Барта
9. Баурчи-Молдаванська волость — колонія Баурчи-Молдаван
10. Баймаклийська волость — колонія Баймаклия
11. Болградська волость — місто Болград з передмістям Виноградний сад
12. Борисівська волость — колонія Борисівка
13. Бороганська волость — колонія Борогани
14. Борчагська волость — колонія Борчаг
15. Броскосештська волость — колонія Броскосешти
16. Бринзенська волость — колонія Бринза
17. Бурлакська волость — колонія Бурлака
18. Вадулуй-Ісакіївська волость — колонія Вадулуй-Ісаки
19. Вайнеська волость — колонія Вайнеско
20. Валенська волость — колонія Валени
21. Василівська волость — колонія Василівка
22. Вайсальська волость — колонія Вайсал
23. Вилковська волость — поселення Качанів
24. Волконештська волость — колонія Волконешти
25. Гаваноська волость — колонія Гаваноси
26. Галимештська волость — колонія Галименти
27. Ганасени-Ноу волость — колонія Нові Ганасени
28. Ганасени-де-Парурська волость — колонія Ганасени-де-Падури
29. Гасан-Спага волость — колонія Гасан Спага
30. Готешти Вищі волость — колонія Готешти
31. Дермендерська волость — колонія Дермендери
32. Джуржулештська воолость — колонія Джуржулешти
33. Дмитріївська волость — колонія Дмитріївка
34. Далукнойська волость — колонія Долекю
35. Дракулийська волость — колонія Дракуля
36. Еникнойська волость — колонія Еникной
37. Ердек-Бурно волость — колонія Ердек-Бурно
38. Жебрианська волость — колонія Жебриани
39. Зернештська волость — колонія Зернешти
40. Золокарська волость — колонія Золокари
41. Ізмаїльська волость — місто Ізмаїл з передмістями Баранівка, Копана Балка, скасована фортеця, плавні за річкою Рипида.
42. Кагульська волость — місто Кагул
43. Каждангальська волость — колонія Кахдангали
44. Казанжикська волость — колонія Казанчук
45. Калмацуйська волость — колонія Калмацуй
46. Канаклия-Ноу волость — колонія Канаклия-Ноу
47. Канаклия-Резеш волость — колонія Канаклия-Резеш
48. Караганська волость — колонія Караган
49. Каракуртська волость — колонія Каракурт
50. Карамахметська волость — колонія Карамахмет
51. Карпешська волость — колонія Карпешти
52. Картальська волость — колонія Картал
53. Карячка волость — колонія Карячка
54. Качулийська волость — колонія Качулия
55. Кайраклийська волость — колонія Кайраклия
56. Кілійська волость — місто Кілія з передмістями Дем'янівка, Маяки, Молдовська слобода, Натягайлівка, Омарбія, Форштадт, колишньою фортецею, фортечною Магомою, Стенсовською плавнею та островами Кислицьким, Саяман та Степовим.
57. Кирганська волость — колонія Киргани
58. Кисилия-Мика волость — колонія Малі Киселі
59. Кислицька волость — колонія Кислици
60. Китайська волость — колонія Китай
61. Колибашська волость — колонія Колибаш
62. Конгазська волость — колонія Конгаз
63. Костянтинівська волость — колонія Костянтинівка
64. Кугурлуйська волость — колонія Кугурлуй
65. Кулкуйська волость — колонія Кулкуй
66. Курчийська волость — колонія Курчи
67. Ларгуцкая волость — колонія Ларгуца
68. Леовська волость — містечко Леово
69. Леушенська волость — колонія Леушени
70. Манта волость — колонія Манта
71. Минжирська волость — колонія Минжир
72. Московей-Карбалия волость — колонія Московей
73. Муравлевська волость — колонія Муравлевка
74. Нерушай волость — колонія Нерушай
75. Миколаївська волость — колонія Миколаївка
76. Ново-Карагацька волость — колонія Ново-Карагач
77. Ново-Покровська волость — колонія Ново-Покровка
78. Оракська волость — колонія Орак
79. Пеленей-Молдован волость — колонія Пеленей-Молдован
80. Покровська волость — колонія Попровка
81. Порубештська волость — колонія Порубешти
82. Ренінська волость — місто Рені з передмістями Балкани, Баломешти, Бужор, Малоруська магома, Плавня, Фундимор, Пивоварнею та портом Рені.
83. Рошська волость — колонія Роша
84. Сарата-Резешська волость — колонія Сарата-Резеш
85. Сатуновська волость — колонія Сатунов
86. Слободзейська волость — колонія Слободзея-Маре
87. Старо-Троянська волость — колонія Старий Троян
88. Табацька волость — колонія Табак
89. Тартаульська волость — колонія Тартаул
90. Татар-Баурчийська волость — колонія Татар-Баурчи
91. Ташбунарська волость — колонія Ташбунар
92. Тигейська волость — колонія Тигеї
93. Томайська волость — колонія Томай
94. Точецька волость — колонія Точеки
95. Тузлівська волость — поселення Тузли
96. Фантинадзилорська волость — колонія Фантинадзилор
97. Фрикацейська волость — колонія Фрикацея
98. Фурманкська волость — колонія Фурманка
99. Хаджи-Абдульська волость — колонія Хаджи-Абдул
100. Хаджи-Курди волость — колонія Покровка
101. Циганська волость — колонія Циганка
102. Чимаширська волость — колонія Чимашир
103. Чичмайська волость — колонія Чичма
104. Чишма-Варунтська волость — колонія Чишма-Варунт
105. Чишмекиой волость — колонія Чишмекиой
106. Шаганська волость — колонія Шагани
107. Шамайлийська волость — колонія Шамайлия
108. Шикирлитайська волость — колонія Шикирлик-Китай
109. Еникной 5 стану — колонія Еникной
110. Ескиполоська волость — колонія Ескиполос
111. Етулийська волость — колонія Етулия

- 1 стан — в Ізмаїлі;
- 2 стан — в Леово;
- 3 стан — в Баймаклії;
- 4 стан — в Болграді;
- 5 стан — в Чичми

1918—1940

Румунське королівство \ округ Буджак (рум. judetele Bugeacului) \ Ізмаїльський повіт (рум. Judeţul ISMAIL)
1. Болградський плас (рум. Plasa Bolgrad) — сіл 18
2. Новокілійський плас (рум. Plasa Chilia Noua) — сіл 23
3. Кирничанський плас (рум. Plasa Fântâna Zânelor) — сіл 12
4. Ренійський плас (рум. Plasa Reni) — сіл 13

1940—1941

СРСР \ УРСР \ Буджак\
- 07.08.1940 — територія в складі  Аккерманської області
- 07.12.1940 — територія в складі  Ізмаїльської області

1941—1944

Румунське королівство \ Губернаторство Бессарабія \ округ Буджак (рум. judetele Bugeacului) \ Ізмаїльський повіт (рум. Judeţul ISMAIL)
- З 19.07.1941 до 25.08.1944 територія  Ізмаїльської області була захоплена румунськими та німецькими військами. Із серпня 1941 до серпня 1944 офіційно входила до складу Румунії.

1944—1954

територія в складі Ізмаїльської області
1954— теперішній час

територія в складі Одеської області (54 волості зі 111 - усі на схід від озера Ялпуг - 44 волості та 10 волостей на захід від озера)
Решта території колишнього повіту (57 волостей) між річками Прут та Кагул - у складі Молдови

## Інфраструктура
В 1891 році у повіті було 23 парові млини, 91 кінних і 1 308 вітряних загальною продуктивністю на 4 420 четвериків борошна на добу. Фабрик і заводів у тому році: рибних — 20, цегельний — 1, фарбувальня — 1, чавунно-ливарних — 2, маслобійних — 14, шкіряний — 1, шипучих вод — 1, свічкових — 14, сироварних — 13, салотопельний — 1, сукняних — 50, шерстемойний — 1. Лікарень в повіті було чотири.
Торгівля повіту зосереджувалася головним чином Тучкові.
У 1883 році у повіті було 92 нижчих училища, з них 5 двукласних з 357 учнями і 87 однокласних з 3 075 учнями обох статей.